# 諾科米斯 (伊利諾伊州)
諾科米斯（英語：Nokomis）是一個位於美國伊利諾伊州蒙哥馬利縣的城市。

## 地理
諾科米斯的座標為39°18′02″N 89°17′07″W / 39.30056°N 89.28528°W，而該地的平均海拔高度為205米（即673英尺）。

## 人口
根據2010年美國人口普查的數據，諾科米斯的面積為3.38平方千米，當中陸地面積為3.38平方千米，而水域面積為0.00平方千米。當地共有人口2256人，而人口密度為每平方千米667.46人。